# Burg bei Magdeburg
För andra betydelser, se Burg.
Burg  är en stad  i Tyskland och centralort i Landkreis Jerichower Land i förbundslandet Sachsen-Anhalt. Staden är känd som Stadt der Türme ("tornens stad") på grund av sina många bevarade medeltida torn.

## Geografi
Burg ligger omkring 25 kilometer nordost om Magdeburg och 100 km sydväst om Berlin. Genom staden flyter floden Ihle och Elbe-Havelkanalen. I nordväst utgör Elbe stadsgränsen.

## Historia
Det första dokument där staden omnämns är daterat till 1 oktober 948. Arkeologiska spår av en bosättning på platsen för omkring 5000 år sedan har hittats.
Under folkvandringstiden bosatte sig slaver på platsen efter att den germanska befolkningen flyttat längre västerut. Från 900-talet påbörjades de ottoniska kungarnas expansionspolitik öster om Elbe. Henrik I av Sachsen erövrade 928 Brandenburg an der Havel och hans son kejsaren Otto I grundade år 948 biskopsdömet Brandenburg. I det kejserliga gåvobrevet omnämns för första gången staden Burg.
Albrekt Björnen av Brandenburg och ärkebiskopen Wichmann av Magdeburg lät flamländska bosättare slå sig ned i området under andra halvan av 1100-talet. De grundade stadsdelen Unterstadt i Burg, uppförde Nikolaikyrkan och importerade vävarhantverket till staden. De flamländska invandrarna medförde viktiga hantverksmetoder och handelskontakter som gynnade stadens ekonomi och tillväxt. Genom byggandet av dammar vid Elbe och dräneringen av de omkringliggande våtmarkerna kunde jordbruksmarken omkring staden ökas. Under medeltiden blev boskap, ölbryggerier och väverier viktiga näringsgrenar i staden.

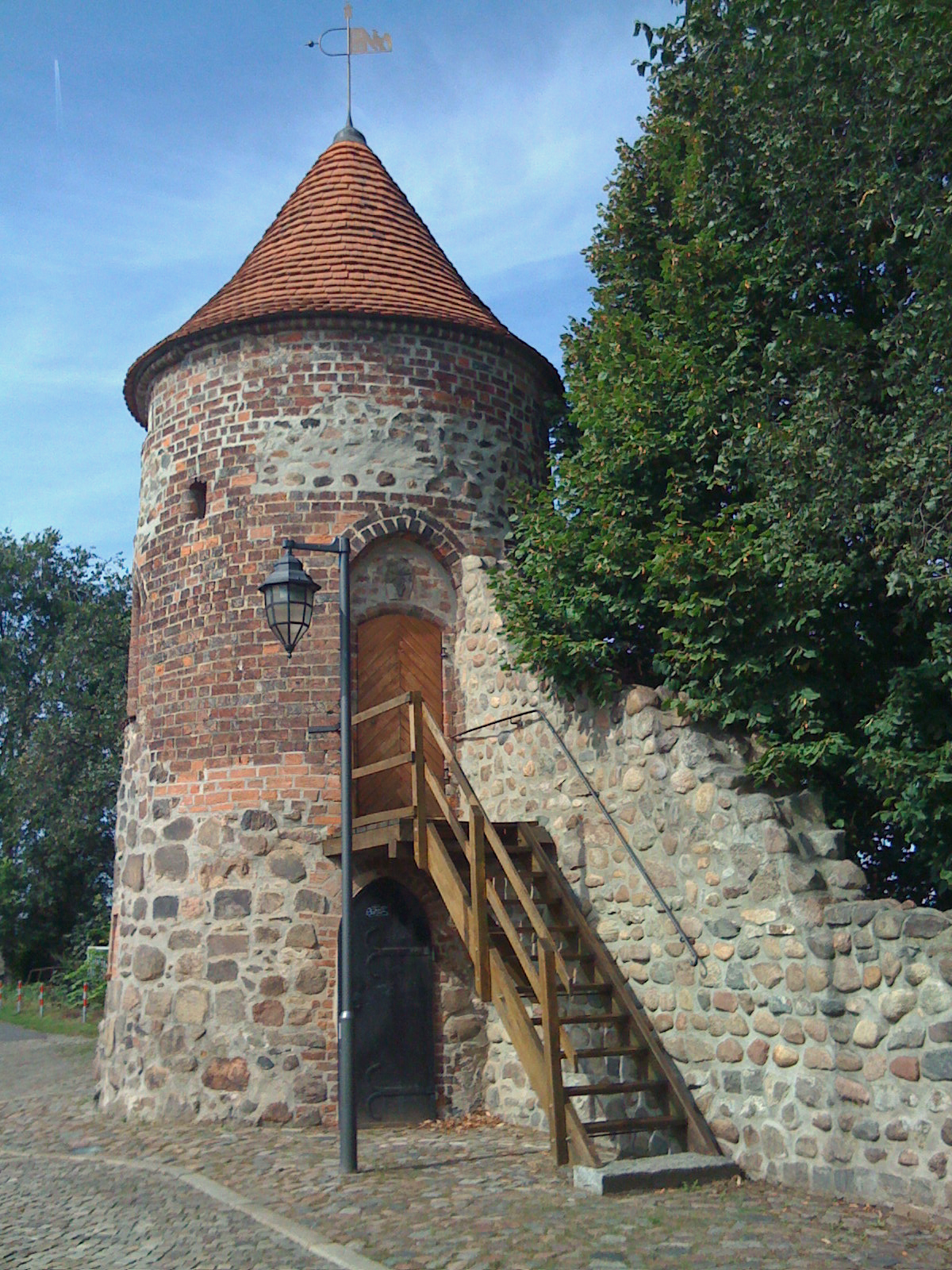
Torn och del av stadens ringmur.

På båda sidor av Ihle utvecklades stadsdelarna Ober- och Unterstadt, som hade separat förvaltning. Under början av 1200-talet anlades en gemensam stadsmur. Vid denna tid var Burg en av de viktigaste handelsstäderna i regionen och var efter Magdeburg och Halle den tredje största staden i ärkebiskopsdömet Magdeburg.
Staden drabbades hårt av trettioåriga kriget och plundrades 1644. Genom freden i Prag (1635) tillföll staden Kurfurstendömet Sachsen. Staden såldes sedan 1687 av hertigen Johan Adolf I av Sachsen-Weissenfels till Hertigdömet Magdeburg som lydde under Brandenburg-Preussen. Under de preussiska kurfurstarna och kungarna uppmuntrades protestantiska flyktingar och hugenotter från Pfalz och Vallonien att slå sig ner i staden.
År 1820 byggdes en större landsväg till Magdeburg, 1836 fick staden sin första ångmaskin och 1846 invigdes stadens station på den nya järnvägssträckan Berlin - Magdeburg. Detta påskyndade stadens industrialisering, och 1883 grundades skofabriken "Tack u. Cie". Företaget Conrad Tack u. Cie var fram till 1945 Europas största skotillverkare. År 1898-1899 byggdes stadens stora slakteri.
Burg klarade sig huvudsakligen undan bombning under andra världskriget och kapitulerade till inryckande sovjetiska trupper i krigets slutfas. År 1954 avtäcktes ett minnesmärke till Stalin i staden, som efter några år åter avlägsnades.
Efter Tysklands återförening öppnades ett regionalt industricentrum 1991.
2009 utsågs staden till officiell mångfaldsort (Ort der Vielfalt) i Tyskland av förbundsregeringen.

## Kommunikationer
Järnvägsstationen Bahnhof Burg (bei Magdeburg) ligger vid huvudlinjen Berlin–Magdeburg och trafikeras med regionalexpresståg mot Magdeburg respektive Brandenburg an der Havel - Potsdam - Berlin - Frankfurt (Oder), samt med regionaltåg mot Genthin respektive Magdeburg - Helmstedt - Braunschweig. I staden stannar även turistlinjen Harz-Berlin-Express (Berlin - Ilsenburg).
Staden nås via den öst-västliga motorvägen A2 (Berlin - Oberhausen) samt förbundsvägarna Bundesstrasse 1 (Küstriner Vorland - Berlin - Aachen) och Bundesstrasse 246a.
Genom Burg löper Elbe-Havelkanalen. I södra utkanten av staden finns ett flygfält.

## Berömda Burgbor

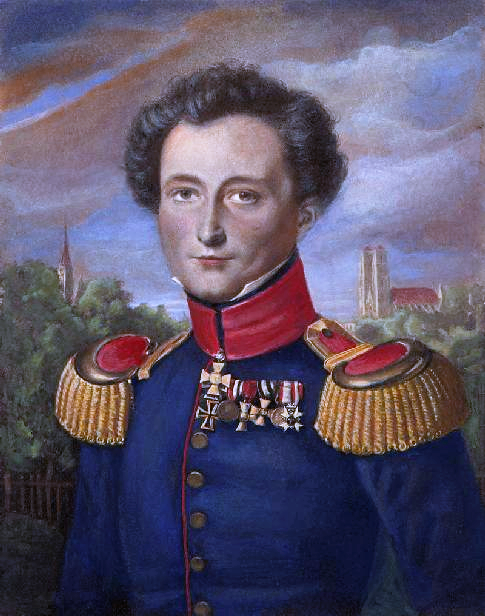
Carl von Clausewitz (1780–1831)

Stadens internationellt mest kände invånare är den preussiske generalen Carl von Clausewitz, som med sitt postumt utgivna verk Om kriget blev en av 1800-talets mest inflytelserika militärteoretiker. Clausewitz och hustruns grav flyttades till Burg 1971, och de ligger idag begravda vid en minnesplats på Burgs östra begravningsplats.
- Heiko Balz (född 1969), brottare.
- Julia Bonk (född 1986), vänsterpolitiker (Die Linke).
- Joachim a Burck (1546–1610), kompositör.
- Carl von Clausewitz (1780–1831), preussisk general och militärteoretiker.
- Hermann Eggert (1844–1920), arkitekt.
- Harald Jährling (född 1954), roddare.
- Ferdinand Kurlbaum (1857–1927), fysiker.
- Hermann Paasche (1851–1925), statistiker och politiker.
- Emanuel Raasch (född 1955), tävlingscyklist och tränare.
- Brigitte Reimann (1933–1973), författare.
- Hermann Riedel (1847–1913), kompositör.
- Wolfgang Seguin (född 1945), fotbollsspelare.